# Trans-Sumatra-Highway
Der Trans-Sumatra-Highway (indonesisch: Jalan Raya Lintas Sumatra, zu deutsch: Trans-Sumatra-Fernstraße. Auch die Form Trans-Sumatran-Highway ist in Gebrauch) ist eine ca. 2765 km lange Straße quer durch die indonesische Insel Sumatra.
Die Planung der an der Nordost-Küste verlaufende Route wurde 1965 begonnen. Die Verknüpfung der lokalen Einzelstrecken zu einer durchgehenden Straße wurde in den 1970er Jahren begonnen und Anfang der 1980er Jahre beendet. Inzwischen werden drei Routen unterschieden:
- Jalan Raya Lintas Barat (Jalinbar) im Westen, auch „7 Sumatra“ genannt,
- Jalan Raya Lintas Tengah (Jalinteng) zentral, auch „5 Sumatra“ genannt,
- Jalan Raya Lintas Timur (Jalintim) im Osten, auch „1 Sumatra“ genannt.

Seit 2015 wird eine neue, überwiegend im Norden Sumatras verlaufende Mautstraße errichtet, die Jalan Tol Trans-Sumatra (Mautstraße Trans-Sumatra), die ursprünglich 2024 fertiggestellt werden sollte. Aktuell befindet sich die Straße abschnittsweise noch im Bau, während einige Streckenteile bereits befahrbar sind. Noch im Jahr 2025 soll der Bau des Segments Palembang-Betung abgeschlossen werden.

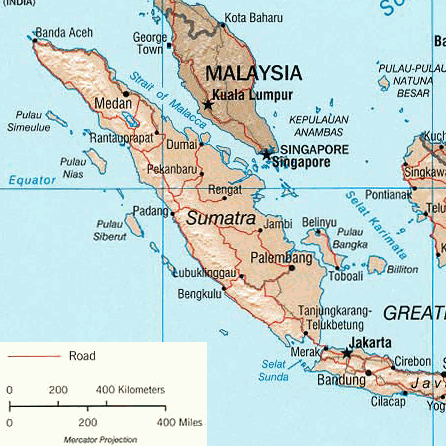
Der Verlauf des Trans-Sumatra-Highways von Banda Aceh im Norden, Medan, Tobasee, zur Küste und dann nach Padang, im Landesinneren nach Lubuk Linggau und bis zur Südspitze Sumatras ist auf dieser Karte nachvollziehbar

Die Straße trägt auch die Bezeichnung Asian Highway AH25.
Auch wenn einige Streckenteile, wie bei Medan, autobahnähnlich ausgebaut sind, handelt es sich überwiegend um eine einfache Landstraße, die sich in gebirgigen Gegenden in engen Serpentinen in die Höhe arbeitet.
Die ursprüngliche Straße verbindet Banda Aceh an der Nordspitze Sumatras über Medan, Prapat, Bukittinggi, Sibolga, Padang, Lubuk Linggau, Martapura und Kotabumi mit Bandar Lampung und Bakauheni an der Südspitze. Jenseits der Sundastraße wird der Verkehrsweg in Merak auf der Nachbarinsel Java fortgesetzt.
In der Stadt Bonjol im Regierungsbezirk Pasaman überquert der Highway den Äquator.
Für die Strecke von Bakauheni nach Padang wird für eine Busfahrt mit einer Dauer von 36 Stunden gerechnet, es kann aber auch bis zu 48 Stunden dauern.
Der Bau hat die Erschließung Sumatras vorangetrieben und bisher unzugängliche Gebiete erreichbar gemacht. Das ermöglicht nun aber auch die Ausbeutung und Zerstörung bisher unberührter Natur. Waldbrände, Holzeinschlag und landwirtschaftliche Nutzung verdrängen mehr und mehr den ursprünglichen Regenwald.